# Delvecchio (serie televisiva)
Delvecchio  è una serie televisiva statunitense in 22 episodi trasmessi per la prima volta nel corso di una sola stagione dal 1976 al 1977.
È una serie poliziesca incentrata sulle vicende del sergente della polizia di Los Angeles Dominick Delvecchio, interpretato da Judd Hirsch.

## Trama
Dominick Delvecchio è un sergente italiano-americano della polizia che studia per diventare avvocato e che intanto è entrato nel LAPD. I casi che affronta sono vari: dal traffico di droga al furto di automobili fino agli omicidi. Operatore per la giustizia tutto d'un pezzo, Dominick è affiancato dall'agente Paul Shonski ed è sotto il comando del tenente Macavan.

## Personaggi e interpreti

### Personaggi principali
- Sergente Dominick Delvecchio (22 episodi, 1976-1977), interpretato da Judd Hirsch.
- Sergente Paul Shonski (22 episodi, 1976-1977), interpretato da Charles Haid.
- Tenente Macavan (22 episodi, 1976-1977), interpretato da Michael Conrad.
- Tomaso Delvecchio (20 episodi, 1976-1977), interpretato da Mario Gallo.
È il padre di Dominick e un barbiere. Spesso rinfaccia al figlio la sua decisione di entrare nella polizia.
- Robbie (16 episodi, 1976-1977), interpretato da Pervis Atkins.
- Rivera (11 episodi, 1976-1977), interpretato da Jay Varela.
- Clark (7 episodi, 1976-1977), interpretato da Lew Palter.

### Personaggi secondari
- Assistente del procuratore distrettuale Dorfman (4 episodi, 1976-1977), interpretato da George Wyner.
- Ned Wagner (3 episodi, 1977), interpretato da James Sikking.
- Smitty (3 episodi, 1976-1977), interpretato da James Jeter.
- Bernie Carrol (2 episodi, 1976-1977), interpretato da Alex Rocco.
- Sharon Nicholson (2 episodi, 1977), interpretata da Tricia O'Neil.
- Tony Gritty (2 episodi, 1977), interpretato da Anthony Caruso.
- Jean Lazarus (2 episodi, 1976-1977), interpretata da Dori Brenner.
- Giudice Schnider (2 episodi, 1977), interpretato da Booth Colman.
- Danny Kaplan (2 episodi, 1976-1977), interpretato da Walter Mathews.
- Lilly (2 episodi, 1976-1977), interpretata da Gloria Manon.
- Wakefield (2 episodi, 1977), interpretato da Ned Beatty.
- Harvey (2 episodi, 1976-1977), interpretato da Raymond Singer.
- Boyle (2 episodi, 1976-1977), interpretato da Jack Bannon.
- Dottoressa Petrie (2 episodi, 1976), interpretata da Debra Mooney.
- Mike Warshaw (2 episodi, 1977), interpretato da George E. Carey.
- Ivan Lipton (2 episodi, 1977), interpretato da Maurice Hill.
- Chaco Siscoerz (2 episodi, 1976-1977), interpretato da Richard Yniguez.
- Trini (2 episodi, 1976-1977), interpretato da Hector Elias.
- Mario Benitez (2 episodi, 1976-1977), interpretato da Pepe Serna.
- Narc (2 episodi, 1976), interpretato da Don Calfa.
- Elena Benitez (2 episodi, 1976-1977), interpretata da Christine Avila.
- Charles (2 episodi, 1976), interpretato da George Memmoli.
- Juan Delgato (2 episodi, 1976-1977), interpretato da Isaac Ruiz.
- Clarence (2 episodi, 1976), interpretato da Tony Burton.
- Hererra (2 episodi, 1976-1977), interpretato da Rodolfo Hoyos Jr..
- Jorge (2 episodi, 1976-1977), interpretato da Julio Medina.
- Mrs. Murphy (2 episodi, 1976), interpretata da Bella Bruck.

## Produzione
La serie, ideata da Joseph Polizzi e Sam Rolfe, fu prodotta da Crescendo Productions e Universal TV Le musiche furono composte da Richard Clements.

### Registi
Tra i registi sono accreditati:
- Richard Michaels in 5 episodi (1976-1977)
- Walter Doniger in 3 episodi (1976-1977)
- Arnold Laven in 3 episodi (1976-1977)
- Jerry London in 2 episodi (1976-1977)
- Robert Markowitz in 2 episodi (1976-1977)

### Sceneggiatori
Tra gli sceneggiatori sono accreditati:
- Joseph Polizzi in 22 episodi (1976-1977)
- Sam Rolfe in 22 episodi (1976-1977)
- Steven Bochco in 8 episodi (1976-1977)
- Michael Kozoll in 6 episodi (1976-1977)
- William Sackheim in 5 episodi (1976-1977)
- Michael Rhodes in 3 episodi (1976-1977)
- Luciano Comici
- Tom Greene
- Joel Oliansky

## Distribuzione
La serie fu trasmessa negli Stati Uniti dal 9 settembre 1976 al 17 luglio 1977  sulla rete televisiva CBS. In Italia è stata trasmessa con il titolo Delvecchio.

## Episodi
| Stagione       | Episodi | Prima TV USA |
| -------------- | ------- | ------------ |
| Prima stagione | 22      | 1976-1977    |